# ASP World Tour 2014

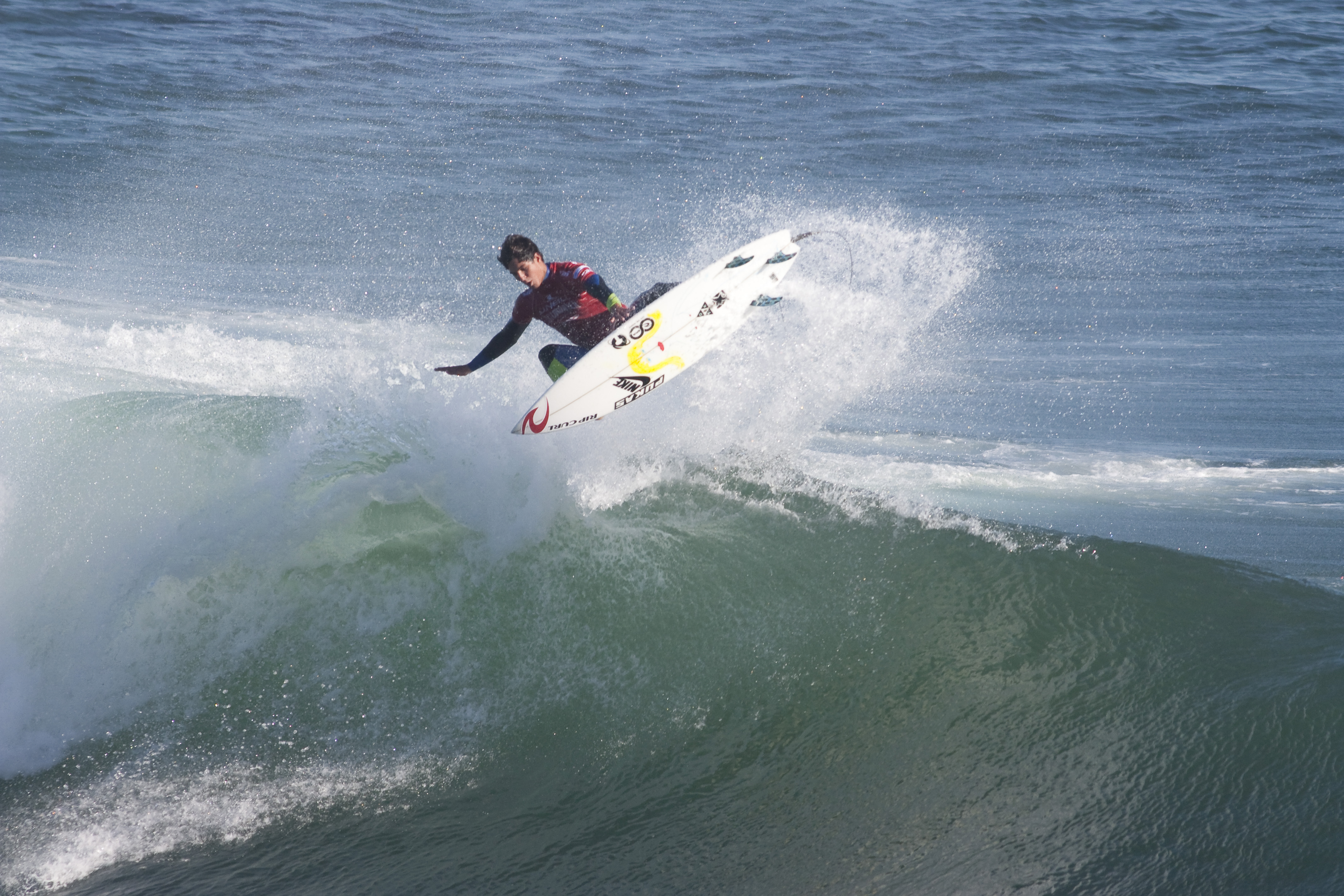
Gabriel Medina, premier brésilien champion du monde, à l'âge de 20 ans.

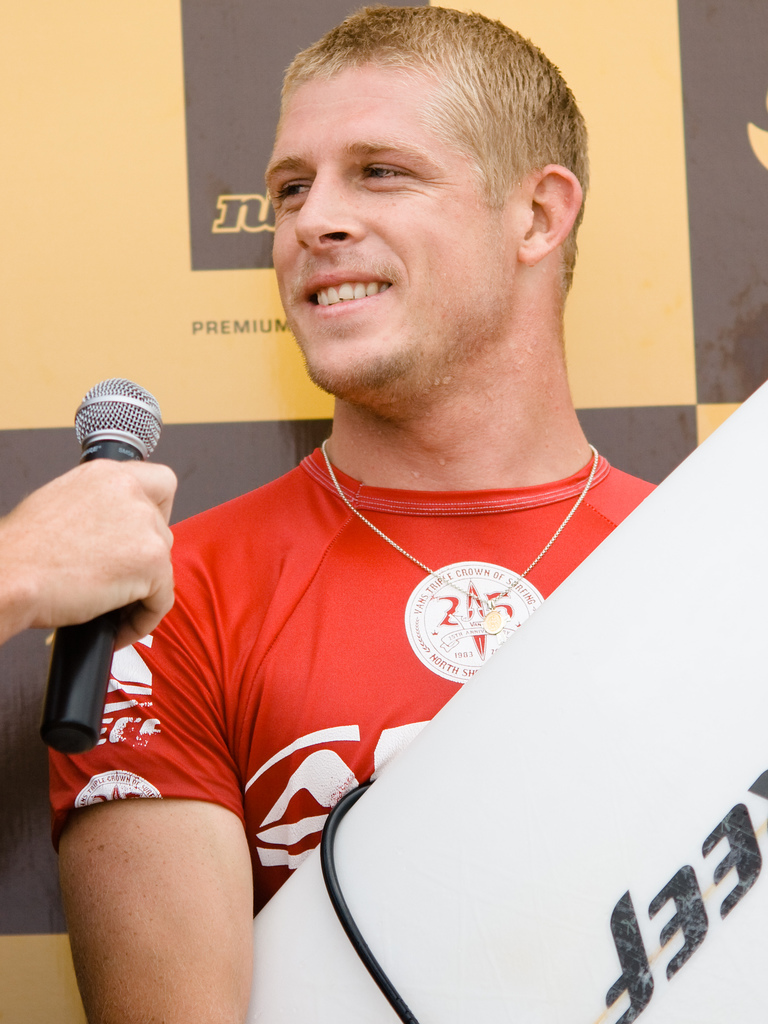
Mick Fanning, champion du monde en titre, terminé la saison à la seconde place devant John John Florence.

L'ASP World Tour 2014 est un circuit professionnel de surf organisé par l'Association des surfeurs professionnels et qui constitue le championnat du monde pour la discipline en 2014. Il s'agit de la trente-neuvième édition de l'ASP World Tour qui se tient tous les ans. Il se déroule en plusieurs étapes dispersées à travers le monde entre mars et décembre 2014.

## Surfeurs

### Top 34
Les surfeurs qualifiés pour le championnat du monde 2014 sont les 22 premiers du classement 2013 ainsi que les 10 premiers du classement mondial de l'ASP (en retirant les 22 surfeurs déjà qualifiés par le biais du World Tour). Deux wild cards sont également attribuées.
Les 22 premiers au classement de l'ASP World Tour 2013 :
- 1) Mick Fanning ( Australie)
- 2) Kelly Slater ( États-Unis)
- 3) Joel Parkinson, ( Australie)
- 4) Jordy Smith ( Afrique du Sud)
- 5) Taj Burrow ( Australie)
- 6) Julian Wilson ( Australie)
- 7) Kai Otton ( Australie)
- 8) Nat Young ( États-Unis)
- 9) Josh Kerr ( Australie)
- 10) John John Florence ( Hawaï)
- 11) C.J. Hobgood ( États-Unis)
- 12) Michel Bourez ( Polynésie française)
- 13) Adriano de Souza ( Brésil)
- 14) Gabriel Medina ( Brésil)
- 15) Filipe Toledo ( Brésil)
- 16) Sebastien Zietz ( Hawaï)
- 17) Adrian Buchan ( Australie)
- 18) Jérémy Florès ( France)
- 19) Miguel Pupo ( Brésil)
- 20) Frederick Patacchia ( Hawaï)
- 21) Bede Durbidge ( Australie)
- 22) Matt Wilkinson ( Australie)

Les 10 premiers du classement mondial de l'ASP 2013. Ce classement reprend les 3 meilleurs résultats des surfeurs dans le championnat du monde ainsi que les 7 meilleurs résultats de chaque surfeurs dans les épreuves hors championnat. Les surfeurs déjà qualifiés par le biais du Top 22 du championnat du monde sont exclus de ce Top 10 :
- Adam Melling ( Australie) (12e)
- Kolohe Andino ( États-Unis) (17e)
- Alejo Muniz ( Brésil) (21e)
- Jadson Andre ( Brésil) (22e)
- Mitch Crews ( Australie) (24e)
- Aritz Aranburu ( Espagne) (27e)
- Raoni Monteiro ( Brésil) (28e)
- Travis Logie ( Afrique du Sud) (29e)
- Dion Atkinson ( Australie) (31e)
- Brett Simpson ( États-Unis) (32e)

Deux wild cards décernées par l'ASP :
- Owen Wright ( Australie) (37e du World Tour, blessé durant 8 épreuves)
- Tiago Pires ( Portugal) (36e du World Tour, blessé durant 8 épreuves)

### Remplaçants
En cas d'absence d'un des surfeurs du Top 34, un remplaçant peut être appelé. Les quatre surfeurs devaient être les 2 surfeurs qui suivaient le Top 22 du WCT et le Top 10 du classement mondial ASP (classement 2011 entre parenthèses). Etant donné le nombre important de blessés en 2012, Glenn Hall sera le choix numéro 1. Patrick Gudauskas et William Cardoso étaient déjà remplaçant l'année précédente.
- Choix no 1 : Glenn Hall ( Irlande) (33e de l'ASP World Tour, blessé durant 6 épreuves)
- Choix no 2 : Mitch Coleborn ( Australie) (33e de l'ASP World Rankings)
- Choix no 3 : Patrick Gudauskas ( États-Unis) (27e de l'ASP World Tour)
- Choix no 4 : William Cardoso ( Brésil) (34e de l'ASP World Rankings)

### Places au choix des organisateurs
Au cours de chaque épreuve, deux places restent à pourvoir. Elles peuvent être attribuées par wild cards et/ou à l'issue d'une épreuve de qualification.

### Changements
Mitch Crews et Dion Atkinson intègrent le World Tour pour la première fois. Aritz Aranburu (déjà présent en 2008 et 2009) et Jadson Andre (déjà présent de 2010 à 2012) réintègrent le World Tour. Ils remplacent Damien Hobgood (29e), Kieren Perrow (31e), Dusty Payne (32e, blessé pendant 4 épreuves) et Glenn Hall (33e, blessé durant 6 épreuves). Ce dernier sera remplaçant en 2013. Les trois autres surfeurs quittent quant à eux le World Tour. Yadin Nicol, qui était remplaçant en 2013 (participation à 8 épreuves), quitte également le World Tour.

### Favoris
On peut citer notamment comme valeurs sures : Mick Fanning (champion de monde en titre, triple champion du monde, quatre fois 3e),  Kelly Slater (onze fois champion du monde, 2e en 2013), Joel Parkinson (champion du monde 2012 et huit fois dans le top 4 du championnat), Taj Burrow (neuf fois dans le top 4, 5e en 2013).
On peut retenir parmi les outsiders Jordy Smith (2e en 2010, 7e en 2011, 4e en 2013), John John Florence (4e en 2012, 10een 2013),  Adriano de Souza (5e en 2009, 2011 et 2012, 7e en 2008), Josh Kerr (8e en 2011 et 2012, 9e en 2013), Julian Wilson (9e en 2011 et 2012, 6e en 2013), Owen Wright (3e en 2011, 10e en 2012, blessé en 2013) ou encore C.J. Hobgood (champion du monde en 2001, cinq fois dans le top 10 et 11e en 2013).

## Résumé de la saison
A compléter

## Calendrier
| Compétition                 | Site                         | Pays ou territoire  | Date                     | Vainqueur          |
| --------------------------- | ---------------------------- | ------------------- | ------------------------ | ------------------ |
| Quiksilver Pro Gold Coast   | Gold Coast, VIC              | Australie           | 1er mars-12 mars         | Gabriel Medina     |
| Margaret River Pro          | Margaret River, WA           | Australie           | 2 avril-13 avril         | Michel Bourez      |
| Rip Curl Pro Bells beach    | Bells Beach, QLD             | Australie           | 16 avril-27 avril        | Mick Fanning       |
| Billabong Rio Pro           | Rio de Janeiro               | Brésil              | 7 mai-18 mai             | Michel Bourez      |
| Fiji Pro                    | Tavarua/Namotu               | Fidji               | 1er juin-13 juin         | Gabriel Medina     |
| J-Bay Open                  | Jeffreys Bay, Kouga          | Afrique du Sud      | 10 juillet-21 juillet    | Mick Fanning       |
| Billabong Pro Teahupoo      | Teahupoo, Taiarapu           | Polynésie française | 15 août-26 août          | Gabriel Medina     |
| Hurley Pro at Trestles      | Trestles, CA                 | États-Unis          | 9 septembre-20 septembre | Jordy Smith        |
| Quiksilver Pro France       | Seignosse-Hossegor-Capbreton | France              | 25 septembre-6 octobre   | John John Florence |
| Moche Rip Curl Pro Portugal | Peniche                      | Portugal            | 12 octobre-23 octobre    | Mick Fanning       |
| Billabong Pipe Masters      | Banzai Pipeline, Hawaï       | États-Unis          | 8 décembre-20 décembre   | Julian Wilson      |

Source : ASP

## Classement
Le classement final prend en compte les 9 meilleurs résultats (sur 11 épreuves) de chaque surfeur.
| Place | Nom                | Pays                | Points |
| ----- | ------------------ | ------------------- | ------ |
| 1     | Gabriel Medina     | Brésil              | 62 800 |
| 2     | Mick Fanning       | Australie           | 55 350 |
| 3     | John John Florence | Hawaï               | 51 400 |
| 4     | Kelly Slater       | États-Unis          | 50 050 |
| 5     | Michel Bourez      | Polynésie française | 46 000 |
| 6     | Joel Parkinson     | Australie           | 43 100 |
| 7     | Jordy Smith        | Afrique du Sud      | 42 900 |
| 8     | Adriano de Souza   | Brésil              | 42 250 |
| 9     | Taj Burrow         | Australie           | 41 700 |
| -     | Josh Kerr          | Australie           | 41 700 |
| 11    | Kolohe Andino      | États-Unis          | 35 900 |
| 12    | Owen Wright        | Australie           | 34 150 |

Source: ASP

## Liens